# Asesinato de Samuel Paty
El asesinato de Samuel Paty, un profesor de secundaria francés, ocurrió en una calle de Éragny, periferia de París, Francia, a las 17:00 horas del 16 de octubre de 2020. Paty fue asesinado y decapitado en un acto de terrorismo islamista.
Paty había mostrado a sus alumnos, en una clase sobre la libertad de expresión y después de invitar a los estudiantes musulmanes a abandonar la clase si así lo deseaban, una caricatura de Charlie Hebdo que representaba al profeta islámico Mahoma. Días después, el asesino lo mató y decapitó con un cuchillo de 30 cm. Una vez cometido el homicidio, publicó una imagen de la cabeza cortada de Paty en Twitter, escribiendo que había actuado «en nombre de Alá». El asesino expresó su ira porque, en su opinión, Paty había menospreciado a Mahoma. El perpetrador, un refugiado ruso de 18 años de edad de origen checheno, fue abatido por la policía en el transcurso de su detención.

## Contexto
Samuel Paty era un profesor de educación secundaria en Conflans-Sainte-Honorine, un suburbio situado a 30 km al noroeste del centro de París. Había impartido un curso de educación moral y cívica a principios de octubre de 2020 sobre la libertad de expresión, tal como lo permite el programa nacional de estudios de Francia. Durante su clase había mostrado a algunos de sus estudiantes adolescentes una caricatura del profeta islámico Mahoma, publicada por la revista satírica Charlie Hebdo, durante una discusión en clase sobre la libertad de expresión. Antes de mostrar la caricatura, Paty invitó a los estudiantes musulmanes a salir del aula si lo deseaban.
La clase condujo a la controversia. Los relatos difieren en cuanto a lo que sucedía precisamente en el aula. Para muchos musulmanes, cualquier representación del profeta Mahoma es blasfema porque el islam lo prohíbe. El padre musulmán de una de las estudiantes afirmó en YouTube y Facebook que Paty había mostrado una imagen de Mahoma desnudo, y nombró a Paty y facilitó la dirección de la escuela. Animó a otros padres a unirse a él en la acción contra el profesor, a quien describió como un matón.
El padre también presentó una queja ante la escuela y animó a protestar en el centro educativo. La escuela mantuvo una reunión entre el director, el profesor y un funcionario de la autoridad educativa.
El padre además presentó una denuncia, por lo que Paty tuvo que acudir a la comisaría local con el director de la escuela. Le dijo a los investigadores que no podía entender la denuncia, ya que la hija del padre musulmán denunciante no estaba en clase el día que Paty mostró la caricatura.
En 2021, la hija del padre musulmán admitió que su versión de los hechos era falsa e inventada. Ella fue suspendida del colegio el día anterior por repetidas ausencias injustificadas. Declaró haber mentido "para no decepcionar a su padre". El abogado de la viuda Paty alegó que el padre estaba al tanto que su hija estaba expulsada y ausente el día de la clase de la caricatura.

## Asesinato y decapitación

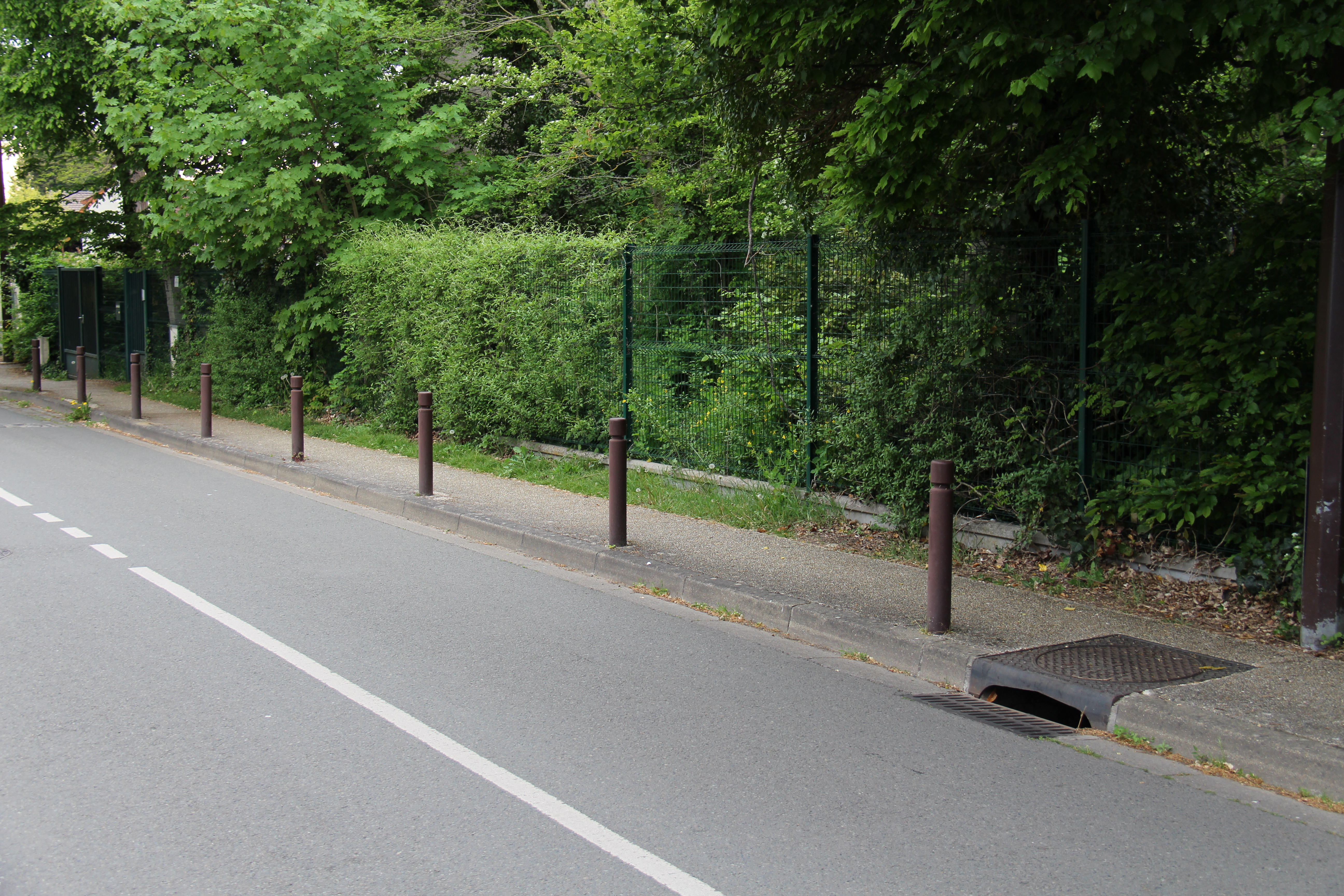
Rue du Buisson Moineau en Éragny, donde Samuel Paty fue decapitado.

Diez días después de la clase sobre libertad de expresión de Paty, el 16 de octubre de 2020, el asesino esperó fuera de las puertas de la escuela y pidió a varios estudiantes que le señalaran al profesor; luego siguió a Paty al salir de la escuela. Utilizando un cuchillo de 30 cm, el atacante mató a Paty y lo decapitó en una calle cerca del College du Bois d'Aulne en Conflans-Sainte-Honorine, donde Paty enseñaba, aproximadamente a las 5 de la tarde. Antes de decapitar a Paty, el atacante le infligió varias heridas en la cabeza, el abdomen y las extremidades superiores. Testigos escucharon al atacante gritar «Allahu Akbar» durante el asesinato.
Minutos después del asesinato, la cuenta de Twitter con el seudónimo @Tchetchene_270, identificado por el fiscal antiterrorista Jean-François Ricard como perteneciente a Abdullakh Anzorov, publicó en Twitter una imagen de la cabeza cortada de Paty. Junto con la foto aparecía el mensaje: «En el nombre de Alá, el más misericordioso, (...) a Macron, el líder de los infieles, ejecuté a uno de tus sabuesos del infierno que se atrevió a menospreciar a Mahoma. Calma a tus semejantes antes de que os inflijamos un duro castigo».
Minutos después, el autor, Abdullakh Anzorov, fue confrontado por la policía a unos 600 metros del lugar de los hechos en Éragny, cerca de Conflans-Sainte-Honorine, y la policía trató de detenerlo. Anzorov disparó a la policía con un rifle de aire comprimido y los amenazó con un cuchillo, tras lo cual los agentes le dispararon mortalmente. En el teléfono móvil de Anzorov se encontraron un texto reclamando la responsabilidad de los hechos y una fotografía del cuerpo de Paty.
Diez personas fueron detenidas más tarde para ser investigadas. Entre ellas se encontraban los abuelos de Anzorov, sus padres y su hermano de 17 años. Al menos uno de los detenidos era un militante islamista conocido por la policía antiterrorista francesa.
El atentado fue la segunda decapitación islamista en Francia, y en Europa, desde el atentado de Saint-Quentin-Fallavier de 2015, en el que fue decapitado Hervé Cornara.
Se abrió una investigación sobre el sitio web neonazi Participative Democracy, que había difundido las imágenes de la víctima degollada. La Asociación Francesa de Víctimas del Terrorismo presentó una denuncia por «publicación que incita al terrorismo o que puede menoscabar gravemente la dignidad humana».

## Víctima
La víctima, Samuel Paty, tenía 47 años y era profesor de historia, geografía y civismo en el Collège Bois-d'Aulne desde hacía cinco años. Vivía a diez minutos de distancia, en el pequeño pueblo de Éragny. Estaba casado y era padre de un niño de cinco años.

## Autor
El autor, Abdoullakh Abouyedovich Anzorov, era un ciudadano ruso de 18 años de edad de origen checheno, nacido en Moscú, según el fiscal antiterrorista Jean-François Ricard. Chechenia es una república rusa mayoritariamente musulmana del Cáucaso septentrional. Anzorov había llegado a Francia con estatus de refugiado doce años antes, cuando era un niño de seis años. Vivía en el distrito de la Madeleine de la ciudad de Évreux en Normandía, a unos 100 km de la escena del crimen. No tenía ninguna conexión aparente con el profesor o la escuela.
La familia Anzorov proviene del pueblo de Shalazhi en Chechenia. El padre de Abdoullakh, Abuezid, se mudó a Moscú y luego a París. Después del ataque, los agentes de policía del distrito visitaron a parientes lejanos de los Anzorov en Shalazhi, donde se rumoreaba que la familia había acogido a militantes islamistas a mediados de la década de 2000. En marzo de 2020, la familia había recibido el estatuto de refugiado y tarjetas de residencia por diez años en Francia. Abdoullakh no había sido detectado por los organismos de seguridad, aunque anteriormente había afrontado cargos judiciales por delitos menores.
La medio hermana de Anzorov se había unido al Estado Islámico en Siria en 2014 y se desconoce su paradero. Cuatro miembros de su familia fueron arrestados por la policía francesa en relación con el ataque, de diez personas en total: el abuelo Shamsudin Anzorov, los padres de Abdoullakh y uno de sus hermanos.

## Reacciones

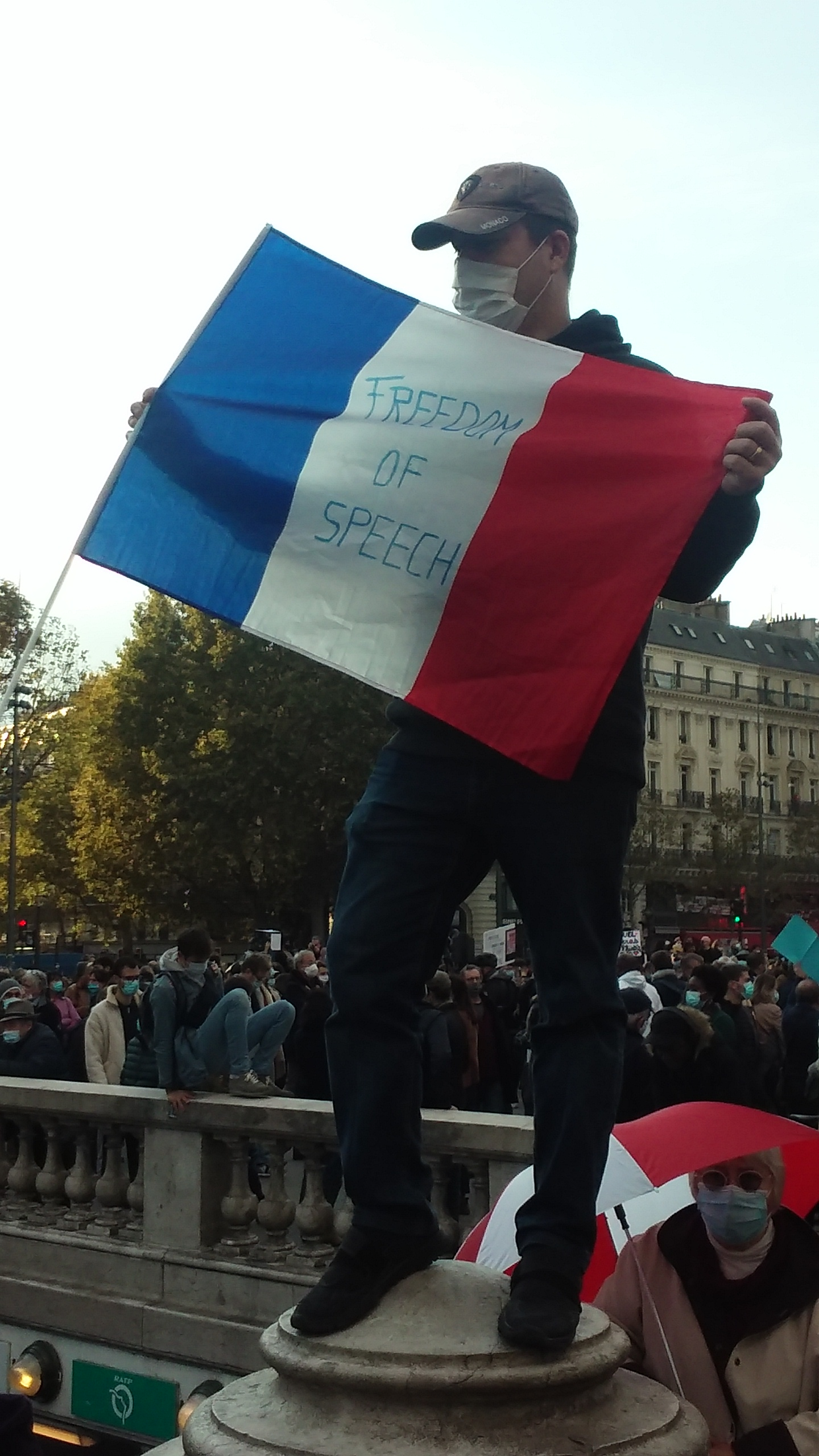
Manifestación en la Plaza de la República de París, 18 de octubre de 2020 (sobre la bandera se lee: «Libertad de expresión»).

### Francia
El presidente francés Emmanuel Macron visitó la escuela donde trabajaba Paty y afirmó que el incidente fue «un típico ataque terrorista islamista». También dijo del asesinato que «nuestro compatriota fue asesinado por enseñar a los niños la libertad de expresión».
El ministro de Educación francés Jean-Michel Blanquer calificó el asesinato como un «ataque a la nación francesa en su conjunto». El ministro del Interior francés Gerald Darmanin, que se encontraba de visita oficial en Marruecos, regresó urgentemente a París tras conocerse la noticia del asesinato. Jean-Remi Girard, presidente del sindicato de profesores de enseñanza secundaria, dijo que los profesores estaban «devastados» pero que no se acobardarían.
El fiscal antiterrorista de Francia afirmó que el maestro había sido «asesinado por enseñar» y que el ataque iba contra el principio de la libertad de expresión.
Los eslóganes y hashtags Je Suis Prof (soy profesor) y Je Suis Enseignant (soy maestro) se lanzaron en las redes sociales en apoyo de la víctima y de la libertad de expresión, a semejanza de la campaña Je suis Charlie organizada después de que los periodistas de Charlie Hebdo fueran asesinados por publicar las caricaturas de Mahoma. Charlie Hebdo expresó mediante un comunicado un «sentido de horror y disgusto» y dio su apoyo a la familia y amigos de Paty. Muchos musulmanes y líderes religiosos en Francia condenaron el acto.
Se observaron en los días posteriores manifestaciones de protesta contra el asesinato en docenas de ciudades francesas.

### En el exterior
El alto representante de la Alianza de Civilizaciones de las Naciones Unidas, Miguel Ángel Moratinos, condenó la decapitación. Ramzán Kadýrov, presidente de la República de Chechenia, condenó el ataque al maestro pero también advirtió que no se debía ofender o insultar a los musulmanes. El Ministerio de Relaciones Exteriores de Egipto expresó sus condolencias a la familia de Paty y condenó el asesinato.

## Papel de los musulmanes o movimientos islámicos
La posibilidad de una participación indirecta de movimientos islámicos radicales en el asesinato, preocupaba a los servicios de inteligencia y al gobierno francés. Según Laurent Núñez, coordinador nacional de inteligencia y lucha contra el terrorismo, estos «movimientos minoritarios están tratando de convencer a los musulmanes de que Francia es un país islamófobo. Y buscan instrumentalizarlos, crear grupos. Y al menor incidente, se ponen manos a la obra». Este discurso se amplificó con «el juicio de Charlie, la reedición de las caricaturas y el anuncio del presidente Macron sobre una próxima ley que busca fortalecer la laicidad y luchar contra el separatismo islamista». Según una fuente cercana al gobierno que respondió a AFP: «Desde hace un mes en particular, ha habido convergencia y movilización de tres corrientes islámicas: los musulmanes liderados por Marwan Muhammad, exportavoz del Colectivo contra la Islamofobia en Francia (CCIF), el CCIF y Barakacity», que «hoy han tomado la delantera [el frente] de la islamosfera, con un enfoque político y religioso radical de odio contra Francia. Para ellos, Francia es un estado racista, islamófobo, el país impío (infiel) y absolutamente no creyente, quieren el caos y la guerra civil para desarrollar un nuevo orden en torno a la sharia». Marwan Muhammad refutó estas acusaciones afirmando que: «Nuestro discurso básico es una declaración de amor por Francia. No estamos aquí para oponernos a nuestro país».